# メール・プラールのオムレツ

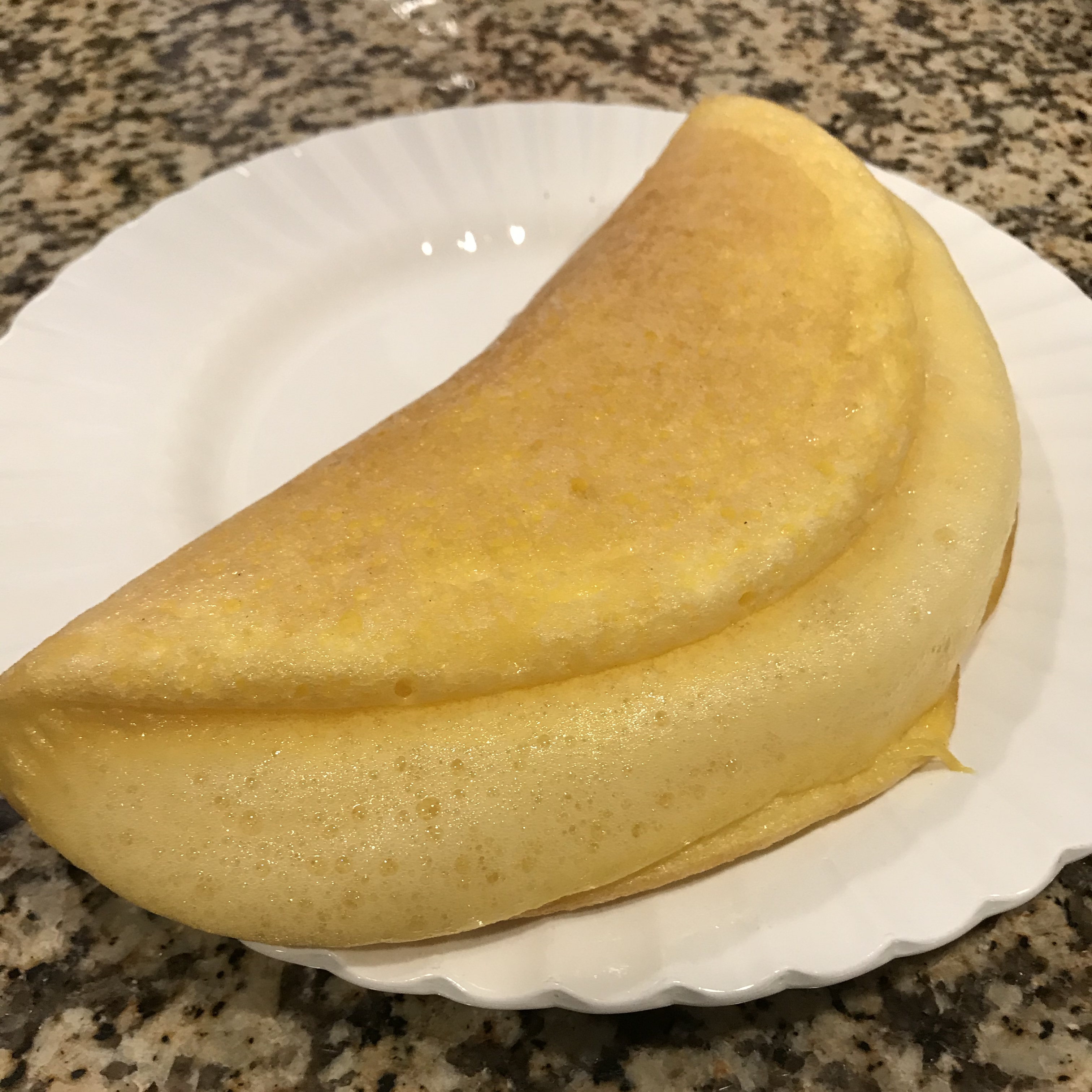
オムレット・ド・ラ・メール・プラール

オムレット・ド・ラ・メール・プラール（Omelette de la mère Poulard, メール・プラールのオムレツ）は、ラ・メール・プラール（プラール母さん）の通称で知られたモン・サン・ミシェルの宿屋の女将アンヌ・ブティオ・プラール（fr:Mère Poulard）によって生み出されたスフレ状のオムレツである。修道院と並ぶ当地の名物であり、現在でも現地の多くのレストランで提供されている。

## 歴史

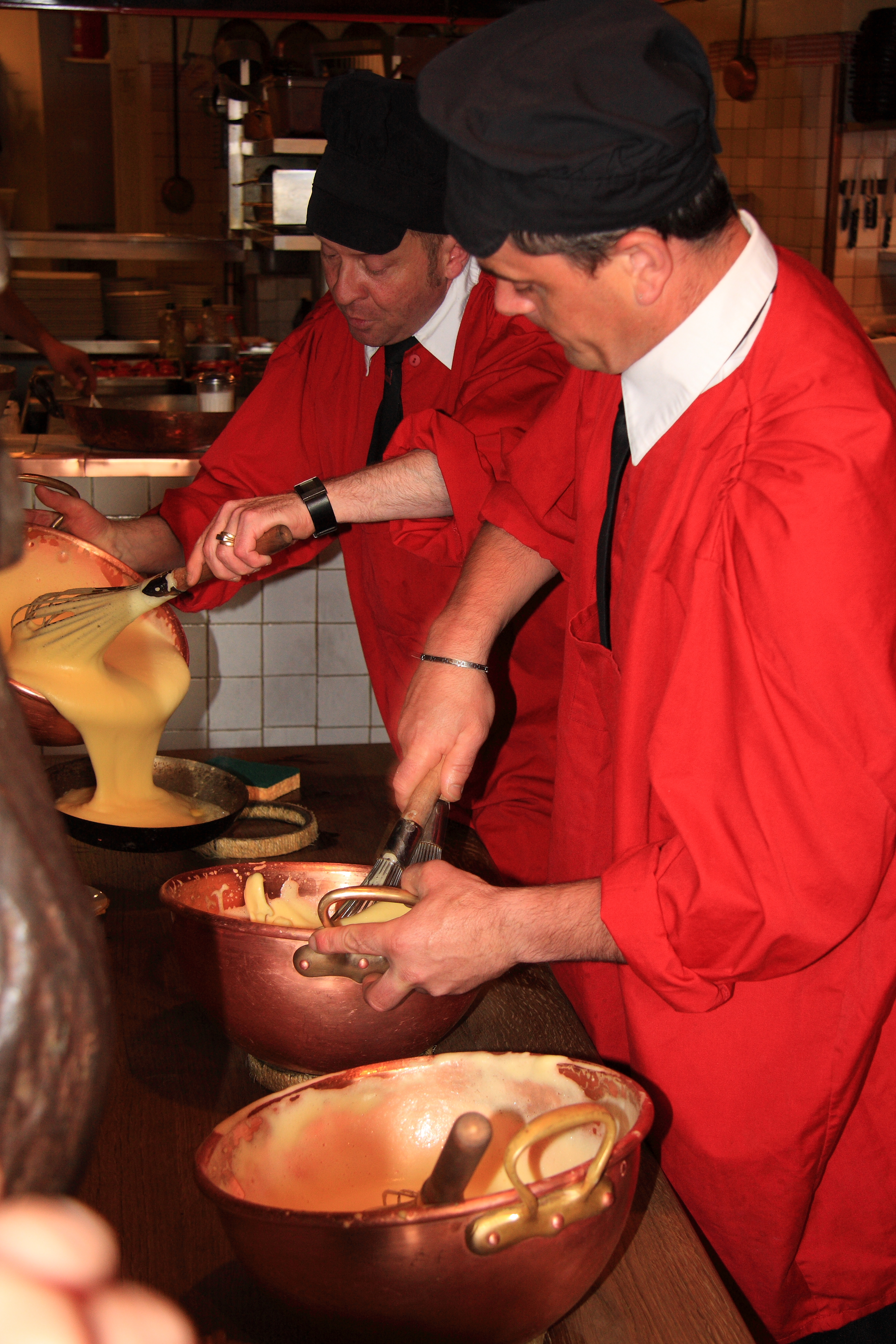
オムレツの調理風景

モン・サン・ミシェル名物のメール・プラールのオムレツは、アンヌ（アネット）・ブティオ・プラール（Anne "Annette" Boutiaut Poulard、1851–1931）という女性によって生み出された  :12–13。1873年、プラール夫妻はモン・サン・ミシェルで宿屋を経営していたが、潮の満ち引きが激しいモン・サン・ミシェルでは、いつ、どのぐらいの客が来るかを予測することが難しく、客に出す食事を前もって準備することが困難であった。オムレツは、この問題を解決するために生み出された :7 :11。食事ができるのを客が待っている間、素早く作れる前菜として提供されたのである 。
その後、バンド・デシネ作家のクリストフはモン・サン・ミシェルを訪れ、数十万部を発行した彼の代表作『La Famille Fenouillard』にて紹介したことが、メール・プラールのオムレツがフランス全土で知られるきっかけになった。
最終的に、このオムレツはモン・サン・ミシェルの名物料理として有名になった 。1932年には、市内のすべてのレストランのメニューにオムレツがあるほどであったという:14 。
今日では、伝統衣装を着たかき混ぜ役がfr:Cul_de_poule（鶏のお尻）と呼ばれる大きな銅のボウルの中で、リズムに合わせて長い泡立て器を使って卵を泡立てる調理風景それ自体が一つの見世物になっている。

## 製法

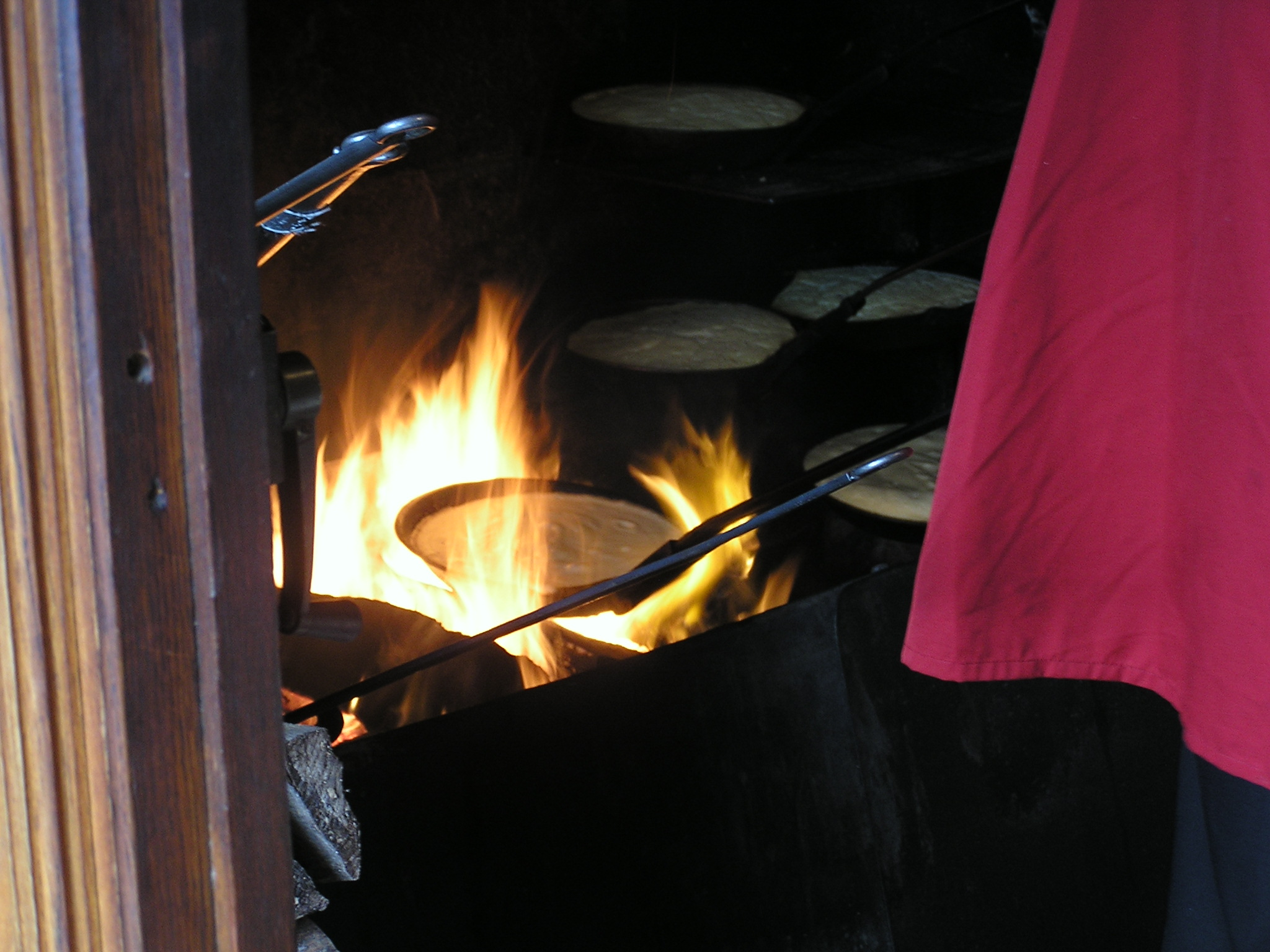
かまどで焼いている最中のオムレツ

オムレツの作り方はいくつかの説が伝わっている。
ある説によると、卵黄と卵白を別々にし、卵黄をかき混ぜ、卵白も固く泡立て、それらを混ぜ合わせて作るという。
美食家キュルノンスキー（fr:Curnonsky）によると、彼女はオノレ・ド・バルザックの『ラブイユーズ（fr:La_Rabouilleuse）』に触発されてこのレシピを生み出したとされる。 
オムレツを作るのに、ふつうのコックがするように卵の白味と黄味とを一緒に烈しく掻きまぜたのではおいしい味が出ないから、先ず卵の白味を泡だつまで掻き回しそれに徐々に黄味を交ぜ……（Il a découvert que l'omelette était beaucoup plus délicate quand on ne battait pas le blanc et les jaunes ensemble avec la brutalité que les cuisinières mettent à cette opération. On devait, selon lui, faire arriver le blanc à l'état de mousse, y introduire par degré le jaune…）—『ラブイユーズ』 第二部 田舎の独り者ぐらし（fr:Un_ménage_de_garçon）、第5章 怖ろしい内幕（Horrible et vulgaire histoire）
しかし一方で、卵をそのままかき混ぜるとプラールから聞いたという同時代人の話も伝わっている :13。その話によると、かまどの上で熱した長い柄のついた銅のフライパンにバターかクレームフレーシュを落として溶かし、そこに溶き卵を加え、薪の火の上でフライパンを置いて料理するのだという。 
パリのレストラン経営者であるロベール・ヴィエル（Robert Viel）がプラールにレシピを尋ねる手紙を書いた際には、彼女は次のように答えている。
ムッシュ・ヴィエル、こちらがオムレツのレシピです：新鮮な卵をボウルに割り、よくかき混ぜ、鍋に新鮮なバターを入れ、その中に卵を注いだら絶えず混ぜ続けて作ります。このレシピがお役に立ちましたら幸いです。（Monsieur Viel, Voici la recette de l’omelette : je casse de bons œufs dans une terrine, je les bats bien, je mets un bon morceau de beurre dans la poêle, j’y jette les œufs et je remue constamment. Je suis heureuse, Monsieur, si cette recette vous fait plaisir.）—アネット・プラール（Annette Poulard）

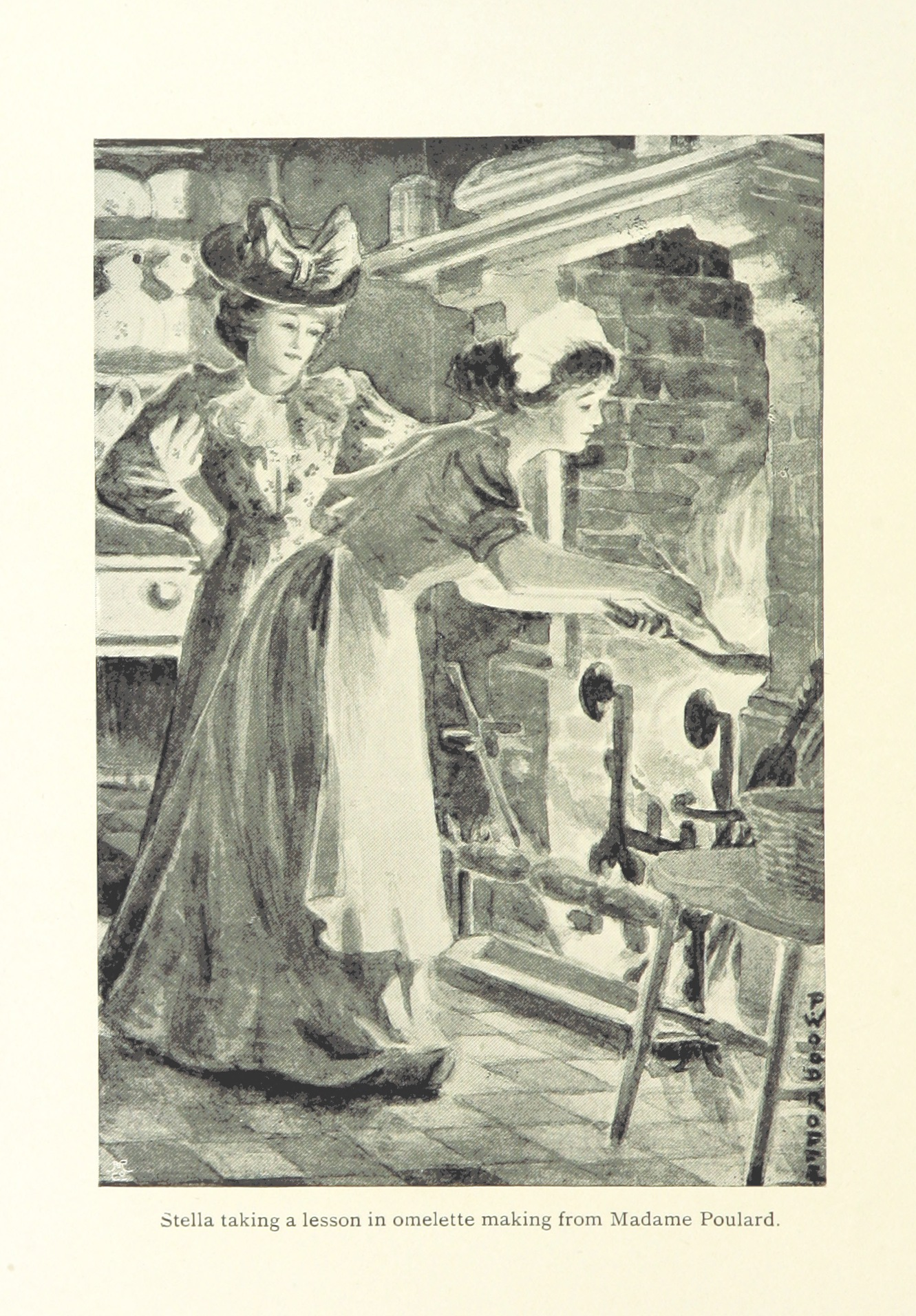
『Stella's Story』の挿絵。プラールからオムレツの作り方を習うステラ

2019年に料理研究家のフェリシティ・クローク（en:Felicity Cloake）は、「まるでムースのように（almost like a mousse）」なるまで4分間、全卵を勢いよく泡立ててから、油を入れて熱したフライパンに注ぐというレシピを紹介している。
1897年の小説『Stella's Story』には、主人公のステラがプラールからオムレツの作り方を習うシーンが登場する。そこで描かれている作り方は次の通りである。
非常にシンプルだ。（プラールは）1ダースの卵を鍋で熱した脂の中に割り入れると、手早くかき混ぜ、揺すりながら火の上で1分間かざした。そして、彼女は鉄のお玉を取ると、オムレツを2つに折りたたみ、お皿にひょいとのせた。（simple in the extreme; [Poulard] broke a dozen eggs into the pan of boiling fat, as fast as she could break them, gave them a shake, and held them over the fire for a minute, shaking them the while; then she took an iron ladle, gave the omelette a couple of folds, and popped it onto a dish.）—Stella's Story

## 提供

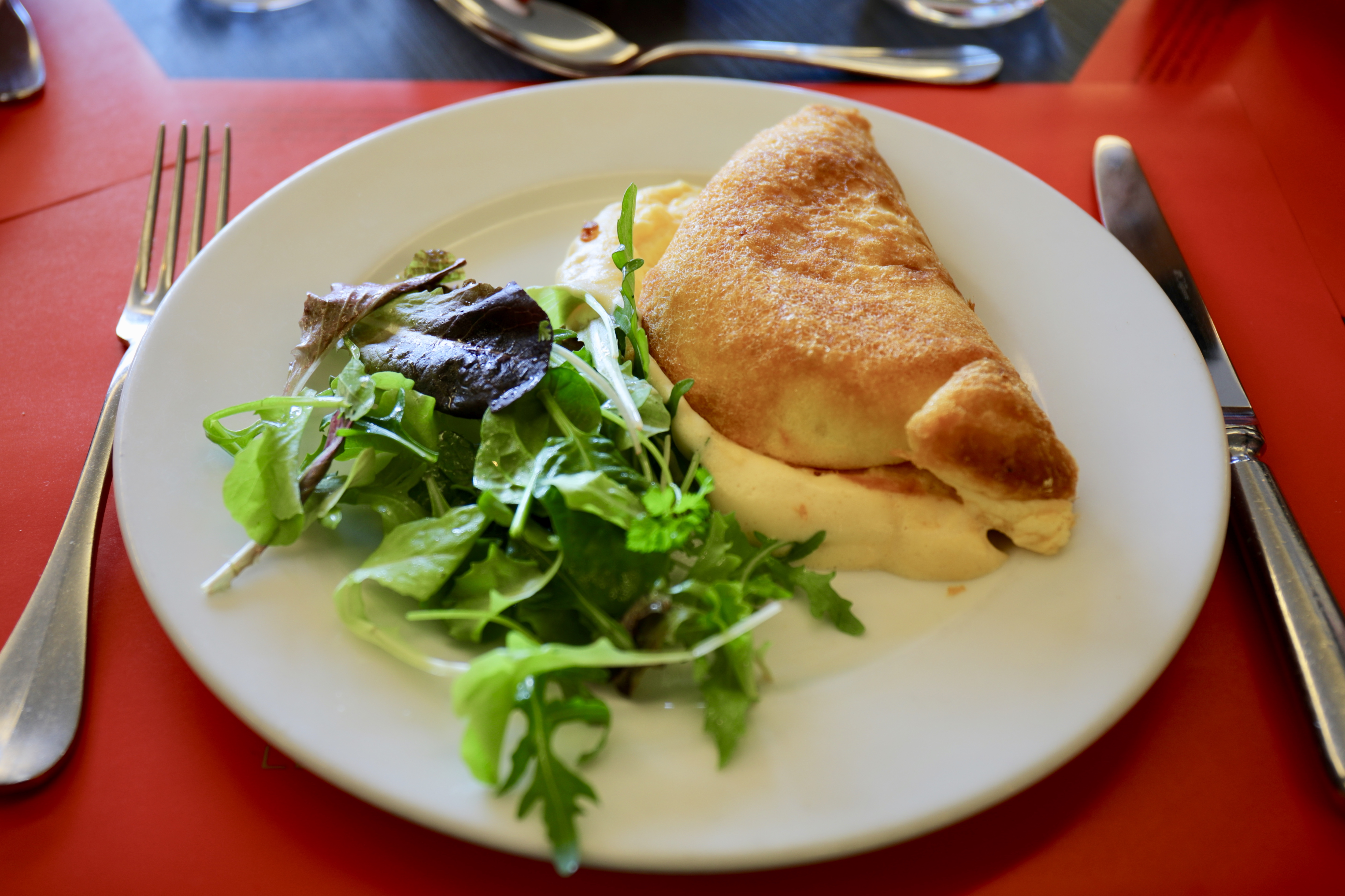
サラダを添えて提供されたスフレリーヌ（オムレツ）

完成したオムレツは丸めて皿に盛られ 、プレーン、もしくは付け合わせを添えて提供される。 薪の火の上で焼かれたオムレツは「やさしい木の香り（gently wood-scented）」がするとも言われている。
プラールの時代には、オムレツはハム、舌平目のフライ、ジャガイモを添えたソルトマーシュ・ラムのカツレツ、ローストチキン、サラダ、デザートが含まれる食事の内の一品として提供されていた。第一次世界大戦前、食事の価格は2.50（旧）フランであったという。 
2017年の時点では、ラ・メール・プラールでのオムレツの価格は34ユーロとなっており、これは「恐らく同じものを頼んだ時の料金としてフランスのどこよりも高い値段（certainly one of the heftiest tariffs charged for same anywhere in France）」とも言われている。2018年現在、同レストランでは毎年45万個の卵が使用されているという。

## 評価

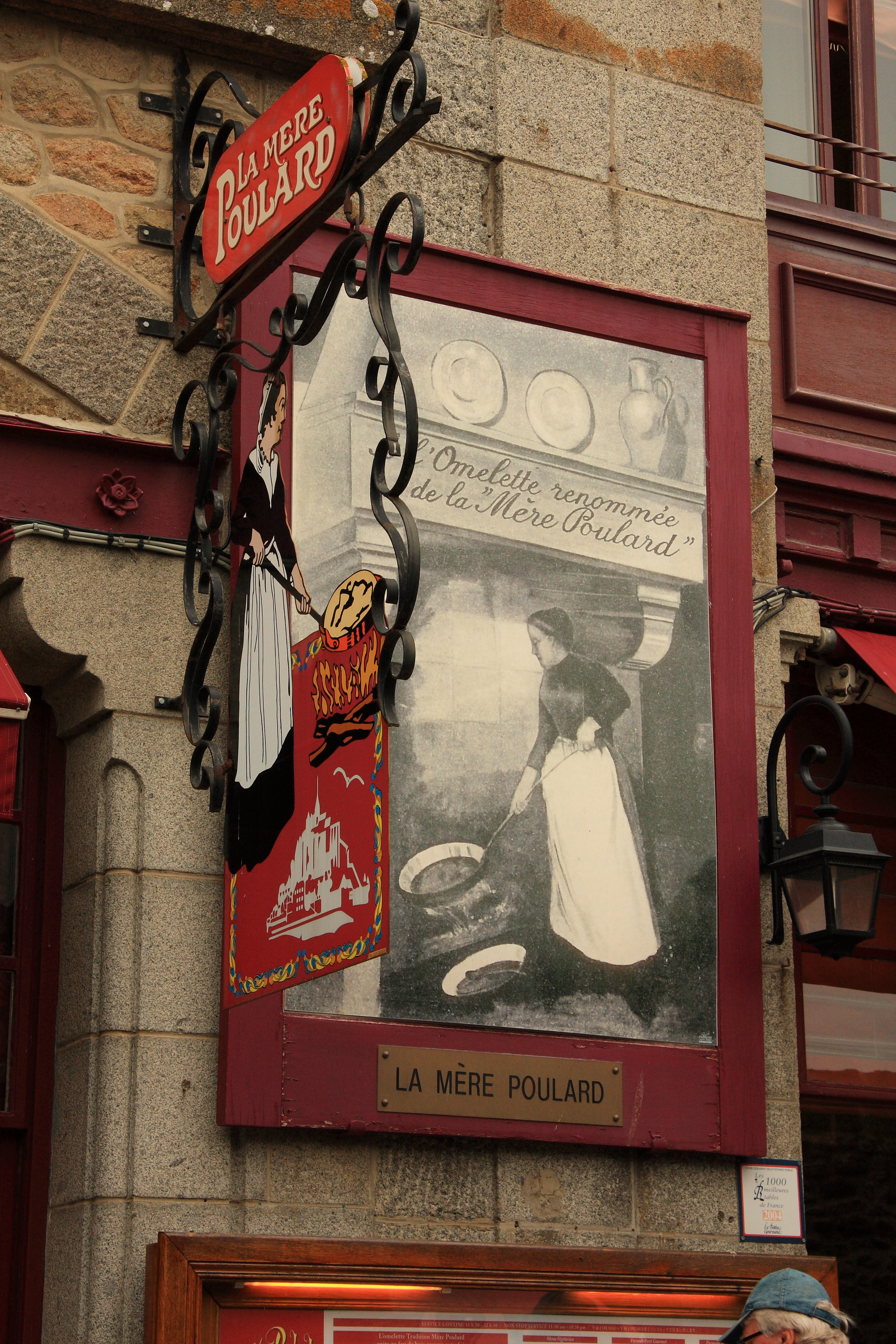
モン・サン・ミシェル市で現在も続くレストランLa Mère Poulardの看板

世界で最も有名なオムレツと称されることもあり  、パリに次いで フランスで最も有名な観光地であるモン・サン・ミシェル修道院と並んで、モン・サン・ミッシェル市の主要な観光名所の1つである 。エドワード7世や高松宮をはじめとする世界各国のロイヤル・ファミリー、米大統領セオドア・ルーズベルトや仏首相ジョルジュ・クレマンソーら各国の首脳、アーネスト・ヘミングウェイやイヴ・サン＝ローランといった文化人等々、多くの著名人もこのオムレツを食べたことが記録されている  。
このオムレツをめぐる巷説として、フランス大統領選挙でモン・サン・ミシェルを訪れたにもかかわらずオムレツを食べなかった候補者は負ける、というものがある。Omelette tu mangeras, président tu seras（オムレツを食べると大統領になる）というこの伝説は、1920年に大統領選挙の前にモン・サン・ミシェルを訪れたにもかかわらずオムレツを食べなかったジョルジュ・クレマンソーがポール・デシャネルに敗れたことから始まった。シャルル・ド・ゴール、ジョルジュ・ポンピドゥー、フランソワ・ミッテランも、大統領選の前にオムレツを食べたという。1995年の大統領選挙では、エドゥアール・バラデュールはモン・サン・ミシェルを訪れたが、到着が遅れたためオムレツを食べなかった。最終的にこの選挙で勝利したのは、オムレツを食べたジャック・シラクであった。ニコラ・サルコジは、2007年大統領選挙のキャンペーンをモン・サン・ミシェルから始め、オムレツを食べ、大統領に当選している 。

## 関連記事
- fr:Groupe Mère Poulard - 現在、モン・サン・ミシェルでホテル・レストランのラ・メール・プラールを運営している企業グループ。